# Shavkat Raimqulov
Shavkat Raimqulov (ros. Шавкат Раимкулов, ur. 7 maja 1984) – były uzbecki piłkarz występujący podczas kariery na pozycji obrońcy. Były reprezentant Uzbekistanu - w barwach narodowych wystąpił 2-krotnie.

## Kariera klubowa
Raimqulov jest wychowankiem klubu FK Angren. Ani razu w swojej karierze nie grał poza granicami Uzbekistanu. Dwukrotnie z Bunyodkorem Taszkent zdobył mistrzostwo kraju oraz raz puchar Uzbekistanu, lecz nie był tam podstawowym zawodnikiem - w ciągu dwóch lat zaliczył w tym klubie ledwie 4 występy. Swoją przygodę z piłką zakończył w sezonie 2014 w barwach FK Buxoro.

## Kariera reprezentacyjna
Raimwqlov nalazł się w kadrze Uzbekistanu na Puchar Azji 2004, ale debiut w kadrze zaliczył dopiero w 2008 roku - dokładnie 22 czerwca w przegranym 4:0 meczu eliminacyjnym do MŚ 2010 przeciwko reprezentacji Arabii Saudyjskiej.
| Reprezentacja | Rok     | Mecze | Bramki |
| ------------- | ------- | ----- | ------ |
| Uzbekistan    | 2008    | 1     | 0      |
| Uzbekistan    | 2009    | 1     | 0      |
| Ogólnie       | Ogólnie | 2     | 0      |

## Sukcesy

### Bunyodkor Taszkent
- Zwycięstwo
  - Oʻzbekiston Oliy Ligasi: 2008, 2009
  - Puchar Uzbekistanu: 2008